# Ґачковиці
Ґачковиці (пол. Gaczkowice) — село в Польщі, у гміні Пшитик Радомського повіту Мазовецького воєводства.
Населення — 75 осіб (2011).
У 1975-1998 роках село належало до Радомського воєводства.

## Демографія
Демографічна структура станом на 31 березня 2011 року:
|          | Загалом | Допрацездатний вік | Працездатний вік | Постпрацездатний вік |
| -------- | ------- | ------------------ | ---------------- | -------------------- |
| Чоловіки | 41      | 10                 | 26               | 5                    |
| Жінки    | 34      | 8                  | 18               | 8                    |
| Разом    | 75      | 18                 | 44               | 13                   |